# Bill Berkson
William Craig Berkson (ur. 30 sierpnia 1939 w Nowym Jorku, zm. 16 czerwca 2016 w San Francisco) – amerykański poeta i krytyk sztuki. 
Urodził się i dorastał na Manhattanie, jego ojcem był dziennikarz Seymour Berkson, a matką Eleanor Lambert, dziennikarka zajmująca się modą. Uczęszczał do Trinity School na Manhattanie, a następnie do znajdującej się w New Jersey, Lawrenceville School, którą ukończył w 1957 roku. W tym czasie powstały jego pierwsze wiersze. Podjął studia na Brown University, ale zrezygnował z nich i powrócił do Nowego Jorku. Studiował na Uniwersytecie Columbia, a także uczestniczył w warsztatach poetyckich prowadzonych przez Kennetha Kocha w New School for Social Research.   
W 1960 roku, po odejściu z Columbia, podjął współpracę z redakcją magazynu Art News. W 1970 roku przeniósł się do San Francisco Bay Area, aby wykładać w ramach programu California Poets in the Schools. Kontynuował działalność jako krytyk sztuki, publikując w Artforum, Modern Painters i Aperture. Był też kuratorem licznych wystaw.  W 1984 roku podjął pracę w San Francisco Art Institute, gdzie (do 2008 roku) wykładał historię sztuki, literaturę i poezję. 
Był dwukrotnie żonaty, w 1975 poślubił artystkę Lynn O’Hare, małżeństwo zakończyło się rozwodem. Po raz drugi ożenił się w 1998 roku, z kuratorką Constance Lewallen. 

## Twórczość
- Saturday Night: Poems 1960-61 (1961)
- Shining Leaves (1969)
- Recent Visitors (1973)
- Enigma Variations (1975)
- 100 Women (1975)
- Blue Is the Hero (1976)
- Red Devil (1983)
- Start Over (1983)
- Lush Life (1984)
- A Copy of the Catalogue (1999)
- Serenade (2000)
- Fugue State (2001)
- 25 Grand View (2002)
- Gloria (2005)
- Parts of the Body: a 1970s/80s scrapbook (2006)
- Same Here, online chapbook 2006)
- Our Friends Will Pass Among You Silently (2007)
- Goods and Services (2008)
- Portrait and Dream: New & Selected Poems (2009)
- Lady Air (2010)
- Parties du Corps, (2011)
- Snippets (2014)
- Expect Delays (2014)